# Boris Dallo
Boris Dallo, né le 12 mars 1994 à Nantes en Loire-Atlantique, est un joueur français de basket-ball. Il mesure 1,97 m et joue aux postes de meneur, d'arrière et d'ailier.

## Biographie

### Débuts
Boris Dallo est né à Nantes d'un père originaire de Côte d'Ivoire et d'une mère originaire de l'île de La Reunion.
Boris Dallo commence le basket-ball à l’Hermine de Nantes. Il devient champion de France minimes en 2009 avant de rejoindre le Centre fédéral l'année suivante.

### Carrière en club

#### Poitiers Basket 86 (2012-2013)
En juin 2012, il rejoint à l’âge de 18 ans le Poitiers Basket 86 qui évolue en Pro A. Il y signe un contrat de 3 ans. Ses statistiques cette première saison sont de 2,5 points, 1,9 rebond et 1,0 passe décisive de moyenne en 12 minutes. À la fin de la saison, le club est relégué en Pro B.

#### Partizan Belgrade (2013-2015)
D'abord annoncé aux Sharks d'Antibes, les négociations trainent et il décide de signer un contrat de 4 ans avec le KK Partizan Belgrade en Ligue adriatique où évoluent déjà les Français Léo Westermann et Joffrey Lauvergne,.
En juin 2014, Dallo remporte le championnat de Serbie avec le Partizan Belgrade.

#### Antibes Sharks (2015-2016)
En juillet 2015, Boris Dallo signe un contrat de deux ans avec les Sharks d'Antibes.
En juillet 2016, Dallo et les Sharks décident de rompre le contrat qui les lie.

#### Long Island Nets (2016-2017)
En octobre 2016, Dallo est choisi en 14e position de la draft de la NBA Development League par les Nets de Long Island.

#### Panionios Athènes (2017-2018)
En octobre 2017, Dallo rejoint le club grec du Paniónios BC.

#### ARIS Salonique (2018-2019)
En juin 2018, Dallo signe un contrat avec l'Aris BC. En mai 2019, Dallo rejoint le SLUC Nancy Basket jusqu'à la fin de la saison. Il participe à deux rencontres de saison régulière et trois rencontres de playoffs.

#### SIG Strasbourg (2019-2020)
Le 17 juillet 2019, il signe à la SIG Strasbourg en tant que pigiste médical de Jérémy Nzeulie.

#### Le Portel (2020-2021)
À l'été 2020, il signe deux ans à l'ESSM Le Portel et termine la saison avec des statistiques de 8,1 points, 3,7 rebonds et 3 passes décisives en 31 matches.

#### Cholet Basket (2021-2023)
Il signe à Cholet Basket et retrouve sa région natale. Le début de saison de Cholet Basket est compliqué puisque le club pointe a la dernière place en décembre. Après une deuxième partie de saison fantastique le club arrache son ticket pour les playoffs contre l'ASVEL mais est éliminé sur la série en 3 matchs (2-1).

#### ASVEL (2023-2024)
En juillet 2023, Dallo s'engage avec l'ASVEL Lyon-Villeurbanne pour une saison. Il rejoint toutefois la SIG Strasbourg en mars 2024.

#### Cholet (2024)
En novembre 2024, Dallo revient à Cholet pour un mois pour pallier l'absence sur blessure de T. J. Campbell.

### Carrière en équipe de France
À l'été 2009 avec un an d'avance, Dallo participe au championnat d'Europe des 16 ans et moins qui se déroule en Lituanie. La France est éliminée en quart de finale et termine à la 7e place. En moyenne Dallo marque 1,9 point, prend 1,6 rebond et fait 0,6 passe décisive en 8 minutes de jeu.
À l'été 2010, Dallo participe au championnat d'Europe des 16 ans et moins qui se déroule au Monténégro. La France est éliminée en quart de finale et termine à la 6e place. En moyenne Dallo marque 4,9 points, prend 4,3 rebonds et fait 1 passe décisive en 21 minutes de jeu.
À l'été 2011 avec un an d'avance, Dallo participe au championnat d'Europe des 18 ans et moins qui se déroule en Pologne. La France est éliminée en quart de finale et termine à la 7e place. En moyenne Dallo marque 5,1 points, prend 2,7 rebonds et fait 2 passes décisives en 19 minutes de jeu.
À l'été 2012, Dallo participe au championnat d'Europe des 18 ans et moins qui se déroule en Lituanie et Lettonie. La France est éliminée dès le premier tour et termine à la 13e place. Dallo tourne en moyenne à 5,1 points, 2,4 rebonds et 0,8 passe décisive en 21 minutes de jeu.
À l'été 2013 avec un an d'avance, il participe au championnat d'Europe des 20 ans et moins qui se déroule en Estonie. La France est éliminée au deuxième tour et termine à la 9e place. Dallo tourne en moyenne à 9,1 points, 4,4 rebonds et 1,9 passe décisive en 32 minutes de jeu.
À l'été 2014, Dallo participe au championnat d'Europe des 20 ans et moins qui se déroule en Grèce. La France est éliminée en quart de finale et termine à la 8e place. En moyenne Dallo marque 5,6 points, prend 2,6 rebonds et fait 3,2 passes décisives en 22 minutes de jeu.

## Statistiques

### En LNB
| Saison    | Équipe     | Division      | Matchs | Titul. | Min./m | % Tir | % 3pts | % LF | Rbds/m | Pass/m | Int/m | Ctr/m | Pts/m | Eval/m |
| --------- | ---------- | ------------- | ------ | ------ | ------ | ----- | ------ | ---- | ------ | ------ | ----- | ----- | ----- | ------ |
| 2012-2013 | Poitiers   | Pro A         | 23     |        | 12,0   | 34,5  | 22,2   | 76,2 | 1,9    | 1,0    | 0,1   | 0,0   | 2,5   | 2,9    |
| 2015-2016 | Antibes    | Pro A         | 31     |        | 19,1   | 42,9  | 20,8   | 66,7 | 2,3    | 2,0    | 0,7   | 0,0   | 5,1   | 5,7    |
| 2019-2020 | Strasbourg | Jeep Elite    | 24     |        | 23,1   | 45,0  | 29,8   | 60,9 | 4,9    | 3,4    | 1,0   | 0,0   | 7,3   | 10,7   |
| 2019-2020 | Le Portel  | Jeep Elite    | 31     |        | 24,7   | 37,1  | 22,0   | 64,3 | 3,7    | 3,0    | 1,0   | 0,0   | 8,1   | 7,9    |
| 2019-2020 | Cholet     | Betclic Elite | 34     |        | 25,3   | 42,7  | 30,9   | 77,1 | 3,7    | 3,0    | 1,1   | 0,0   | 7,8   | 9,2    |

### En Ligue adriatique
| Saison    | Équipe               | Division   | Matchs | Titul. | Min./m | % Tir | % 3pts | % LF | Rbds/m | Pass/m | Int/m | Ctr/m | Pts/m | Eval/m |
| --------- | -------------------- | ---------- | ------ | ------ | ------ | ----- | ------ | ---- | ------ | ------ | ----- | ----- | ----- | ------ |
| 2013-2014 | Partizan de Belgrade | ABA League | 21     |        | 13,1   | 34,0  | 13,3   | 78,6 | 1,4    | 1,6    | 0,5   | 0,0   | 2,2   | 3,0    |
| 2014-2015 | Partizan de Belgrade | ABA League | 26     |        | 10,7   | 36,5  | 10,3   | 66,7 | 1,5    | 1,3    | 0,3   | 0,0   | 3,0   | 3,1    |

### En ESAKE
| Saison    | Équipe    | Division | Matchs | Titul. | Min./m | % Tir | % 3pts | % LF | Rbds/m | Pass/m | Int/m | Ctr/m | Pts/m | Eval/m |
| --------- | --------- | -------- | ------ | ------ | ------ | ----- | ------ | ---- | ------ | ------ | ----- | ----- | ----- | ------ |
| 2017-2018 | Panionios | Esake    | 22     |        | 27,6   | 42,8  | 31,0   | 53,7 | 7,3    | 3,2    | 0,8   | 0,1   | 7,5   | 12,5   |
| 2018-2019 | Aris BC   | Esake    | 26     |        | 17,5   | 36,6  | 29,8   | 71,1 | 3,5    | 2,5    | 0,5   | 0,0   | 5,5   | 6,6    |

### En Coupe d'Europe
| Saison    | Équipe               | Division                    | Matchs | Titul. | Min./m | % Tir | % 3pts | % LF  | Rbds/m | Pass/m | Int/m | Ctr/m | Pts/m | Eval/m |
| --------- | -------------------- | --------------------------- | ------ | ------ | ------ | ----- | ------ | ----- | ------ | ------ | ----- | ----- | ----- | ------ |
| 2013-2014 | Partizan de Belgrade | EuroLeague                  | 21     |        | 9,5    | 32,4  | 20,0   | 78,6  | 1,0    | 0,8    | 0,2   | 0,0   | 1,2   | 1,7    |
| 2014-2015 | Partizan de Belgrade | EuroCup                     | 9      |        | 11,1   | 26,9  | 16,7   | 100.0 | 1,9    | 0,7    | 0,4   | 0,0   | 2,1   | 1,6    |
| 2019-2020 | Strasbourg           | Basketball Champions League | 14     |        | 20,1   | 38,3  | 23,8   | 70,0  | 3,4    | 2,6    | 0,9   | 0,0   | 6,3   | 7,6    |

## Palmarès

### En club
- Champion de Serbie 2014 avec le Partizan Belgrade.

### Distinctions personnelles
- MVP du camp d'entraînement Basketball Without Borders (en) Europe 2010 à Ljubljana, Slovénie

## Clubs successifs
- 2012-2013 :  Poitiers Basket 86 (Pro A)
- 2013-2015 :  Partizan Belgrade (Ligue adriatique, KLS, Euroligue et EuroCoupe)
- 2015-2016 :  Antibes Sharks (Pro A)
- 2016-2017 :  Nets de Long Island (D-League)
- 2017-2018 :  Paniónios BC (ESAKE)
- 2018-2019 :  Aris Salonique (ESAKE)
- 2019 :  SLUC Nancy (Pro B)
- 2019-2020 :  SIG Strasbourg (Jeep Élite et Ligue des champions)
- 2020-2021 :  Étoile sportive Saint-Michel Le Portel Côte d'Opale (Jeep Élite)
- 2021-2023 :  Cholet Basket (Betclic Elite)